# Carlos Malpica Faustor
Carlos Nicolás Malpica Faustor (Lima, 6 de diciembre de 1933) es un docente, investigador y consultor internacional peruano. Fue  ministro de Educación del Perú en el gobierno de Alejandro Toledo, entre 2003 y 2004.

## Biografía
Estudió Educación en Escuela Normal Central de La Cantuta, actual Universidad Nacional de Educación Enrique Guzmán y Valle, y se recibió de profesor en 1953. Realizó estudios de especialización y postgrado en la Universidad de Puerto Rico, la Universidad de Chile, la Universidad Nacional Mayor de San Marcos y el Instituto Internacional de Planeamiento de la Educación de la UNESCO (IIPE) en París.
Se dedicó a la enseñanza en los niveles de secundaria, superior y universitario. Fue funcionario directivo del Ministerio de Educación y del Instituto Nacional de Planificación (INP), de la Escuela Superior de Administración Pública (ESAP) y del Instituto Nacional de Administración Pública (INAP).
Fue consultor internacional de la Unesco y del IIPE en París (1979-1993); consejero ad honorem de la delegación permanente del Perú ante la Unesco (1994-1995), y miembro del Colegio de Consultores Internacionales del IIPE (1996-2001).
Ha realizado consultorías internacionales sobre administración y planificación de la educación, así como visitas de estudio y misiones oficiales en cuarenta países.
En 2001 pasó a ser asesor ad honorem del despacho ministerial de Educación. El 28 de junio de 2003 juró como ministro de Educación, en el gobierno de Alejandro Toledo. Se mantuvo en dicho cargo hasta el 16 de febrero del año siguiente.
Es investigador principal del Instituto de Estudios Internacionales (IDEI) de la Pontificia Universidad Católica del Perú (desde 1997); miembro de Foro Educativo de Perú (desde 1999); miembro del Consejo Nacional de Educación (2002-2007); y coordinador de la Comisión Presidencial de Educación (2003).

## Publicaciones
Es autor de libros, informes de investigación, artículos y documentos técnicos sobre su experiencia en planificación, administración, descentralización y evaluación del desarrollo educativo.

## Reconocimientos
- Orden de las Palmas Magisteriales, en el grado de Comendador (1966).[1]
- Orden de Andrés Bello del gobierno de Venezuela (1993)[1]
- Profesor honorario de la Universidad Nacional de Educación Enrique Guzmán y Valle (2001)[1]